# 막간
막간(Entr'acte)은 프랑스에서 제작된 르네 클레르 감독의 1924년 영화이다.

## 출연
- 마르셀 듀챔프